# Rue Aristide-Briand (Levallois-Perret)
Pour l’article homonyme, voir Rue Aristide-Briand.
La rue Aristide-Briand est une voie de communication située à Levallois-Perret.

## Situation et accès

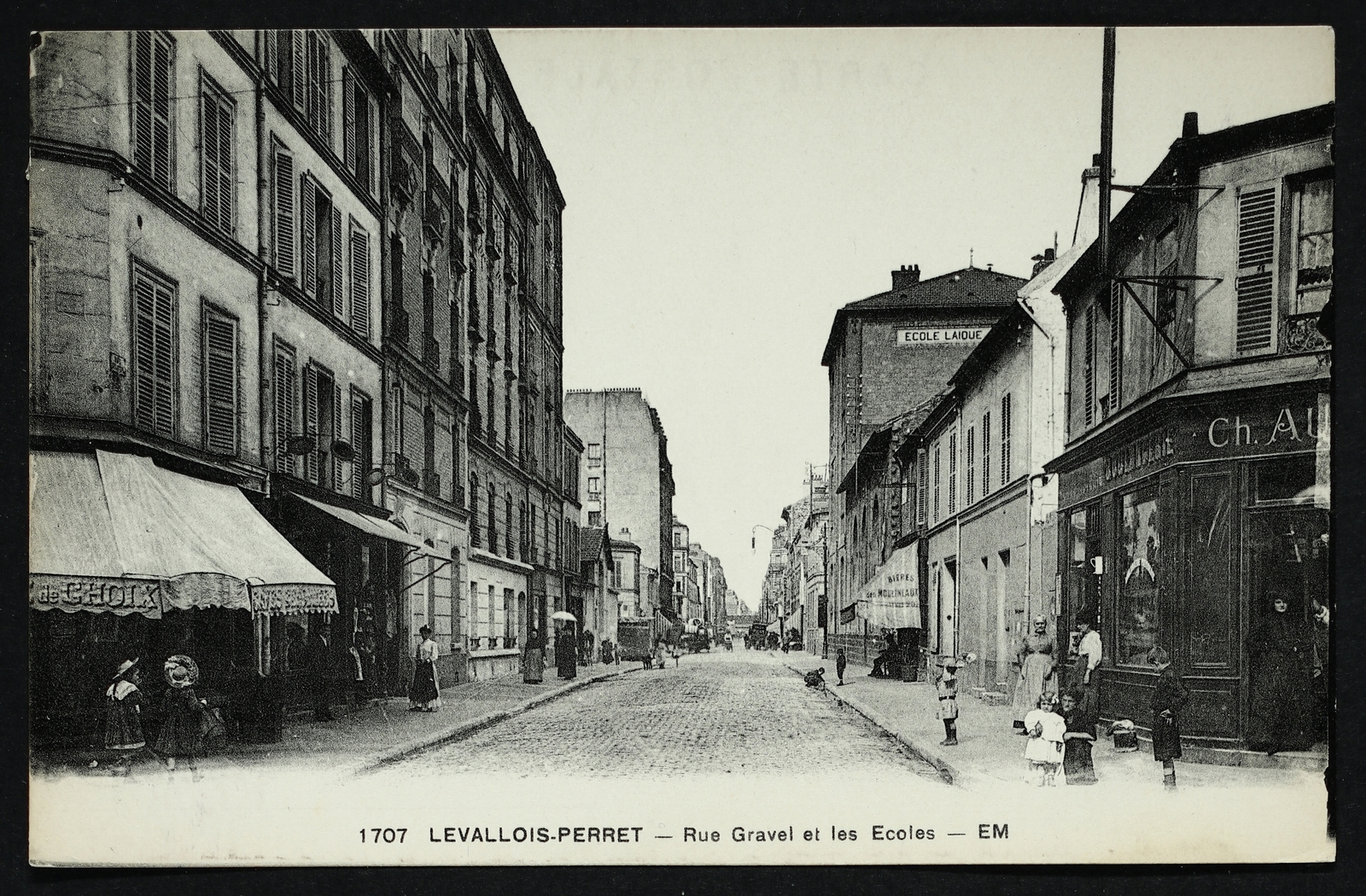
Rue Gravel et écoles, vers 1900.

La rue Aristide-Briand traverse la ville de part en part de Neuilly-sur-Seine (rue de Villiers) à Clichy.
Elle rencontre notamment la rue Gabriel-Péri.
Elle est desservie par la gare de Clichy - Levallois et par la ligne 3 du métro de Paris avec la station Anatole France.

## Origine du nom

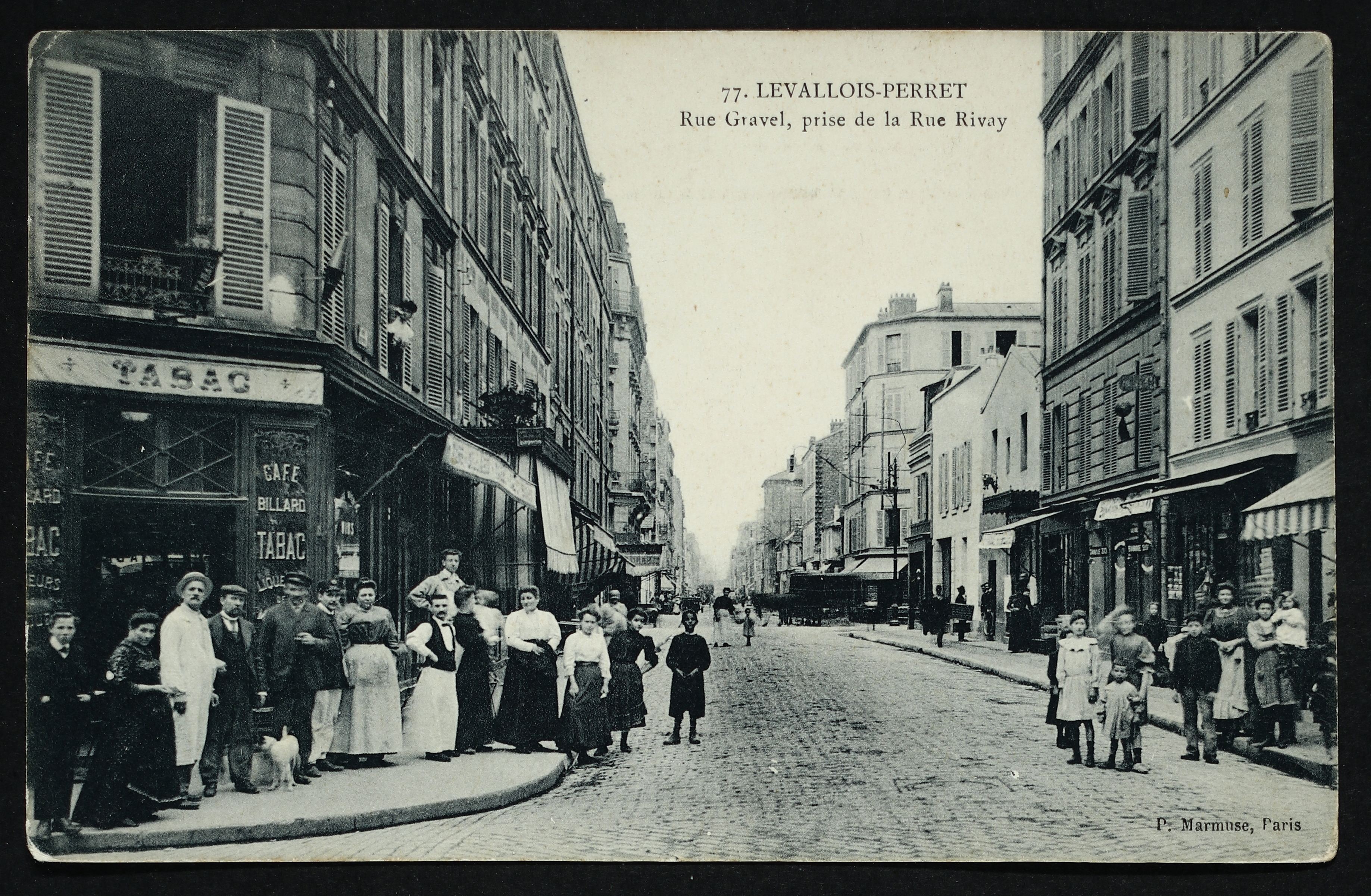
Rue Gravel, prise de la rue Rivay.

Initialement nommée rue de Gravel d'après le menuisier et échafaudeur Joseph Gravel, elle est rebaptisée en 1932 et porte désormais le nom d'Aristide Briand (1862-1932), homme politique, avocat, diplomate français, ministre et président du Conseil.

## Bâtiments remarquables et lieux de mémoire

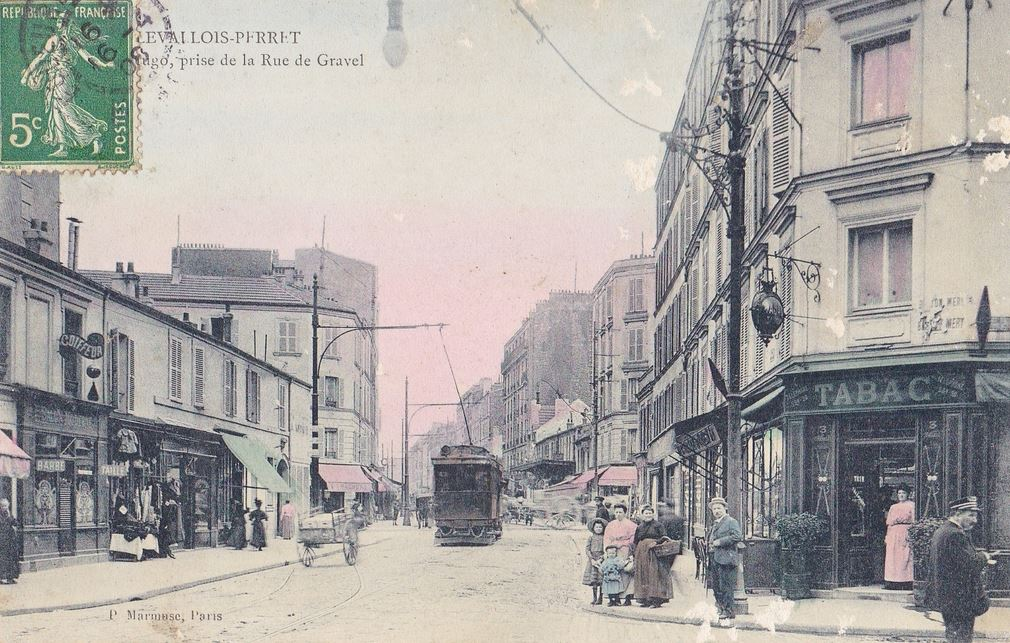
Rue Victor-Hugo prise de la rue de Gravel - carte postale ancienne.

- Conservatoire Maurice-Ravel de Levallois-Perret (entrée des artistes).
- Hôtel de ville de Levallois-Perret, inauguré en 1895.
- Square Édith-de-Villepin.